# 짐바브웨 방송
짐바브웨 방송(ZBC)은 짐바브웨의 주요 방송국이다. 1984년도에 컬러 방송이 PAL 방식으로 개국했다.